# Легахаре
Легахаре (груз. ლეგახარე) — село в Грузии, на территории Чхороцкуского муниципалитета края (мхаре) Самегрело-Верхняя Сванетия.

## География
Село находится в западной части Грузии, на левом берегу реки Хобисцкали, на расстоянии приблизительно 5 километров (по прямой) к северо-северо-востоку от города Чхороцку, административного центра муниципалитета. Абсолютная высота — 243 метра над уровнем моря.

## Население
По результатам официальной переписи населения 2014 года в Легахаре проживало 588 человек (269 мужчин и 319 женщин). В национальной структуре населения грузины составляли 99,5 %, русские — 0,5 %.
| Год  | Население, человек |
| ---- | ------------------ |
| 2002 | 926                |
| 2014 | ↘ 588              |